# 漢神巨蛋購物廣場
漢神巨蛋購物廣場（英語：Hanshin Arena Shopping Plaza），簡稱漢神巨蛋，是位於臺灣高雄市左營區的大型購物中心（營業面積約22,060坪），由漢神購物中心股份有限公司經營，2008年7月10日開業。漢神巨蛋自2012年起取代創始店漢神百貨成為高雄市年營業額最高的百貨購物中心，2014年營業額突破100億元，穩坐南台灣百貨業市場龍頭地位（2024年總營收約為新台幣178億元）。

## 簡介
漢神巨蛋購物廣場為高雄市現代化綜合體育館BOT案的附屬事業，2004年1月30日與高雄市政府簽約取得開發經營權，並由高雄市政府工務局組成聯合工作團隊，陳耀東建築師及日本大成建設設計規劃，日本Arterior及日建設計擔當規劃顧問，於2004年8月開工興建，2008年7月完工，2008年7月8日試營運，2008年7月10日正式開業。漢神巨蛋為配合北高雄當地的區位特性，訴求現代、流行、休閒及環保，主要鎖定二十至三十五歲的年輕消費族群：在行銷上，為了突顯年輕風格與環保樂活形象，開幕時曾與國際知名公仔品牌Toy2R合作打造專屬的誕生公仔—藍色的「布魯熊（Blue HS Bear）」與綠色的「格林熊（Green HS Bear）」，並邀請樂團五月天擔任開幕代言人，將代言人形象運用於購物型錄與宣傳海報、百貨來店禮、合作廣告主題曲等，高雄巨蛋開幕的第一場演唱會也由五月天擔綱，自2012年起的每年7、8月也會配合開店慶，於戶外廣場舉辦地球FUN輕鬆音樂節。在建材與空間設計上，力求達到生態、節能、減碳、健康等指標，包含採用鋼骨構造以減少碳排放量、採用隔熱玻璃等，以及擁有省水標章的沖水系統，和綠建築標章的天花板與隔間，並於建築周圍栽植大量的樹木，將舒適性、自然調和健康、環保等三大綠建築設計理念，融入整棟建築物的規劃設計。

### 樓層簡介

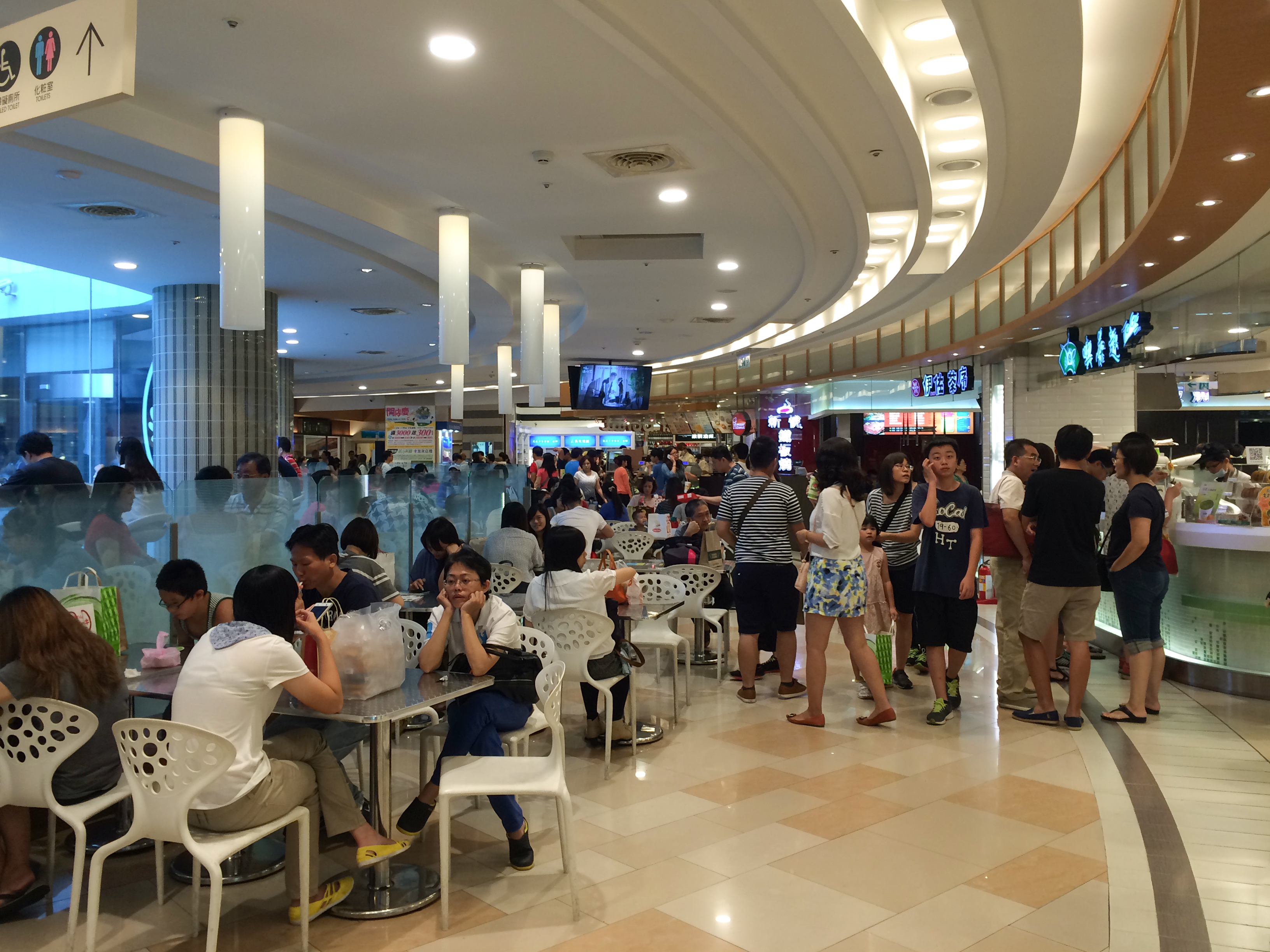
B1層美饌生活館美食廣場

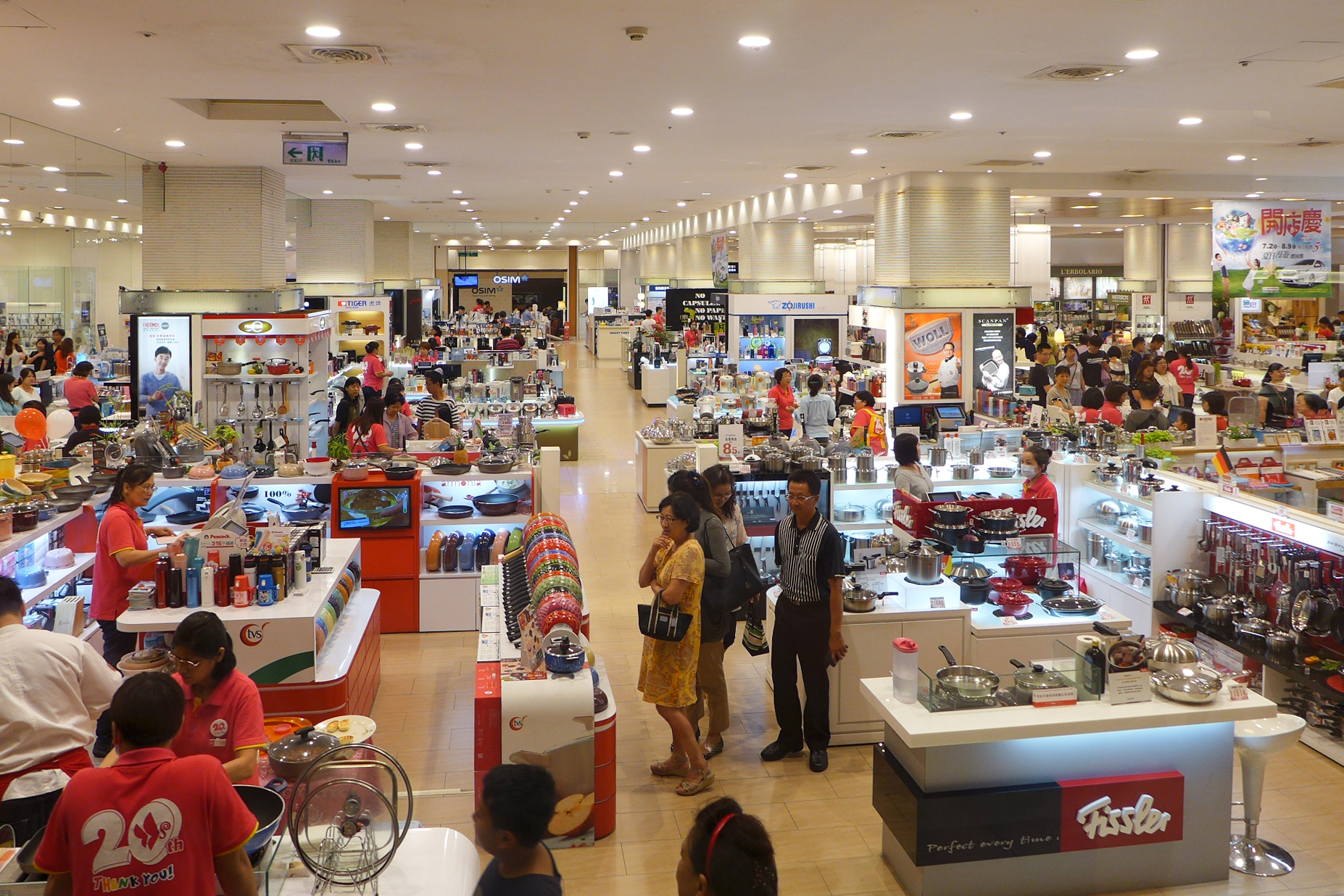
B1層美饌生活館家電用品

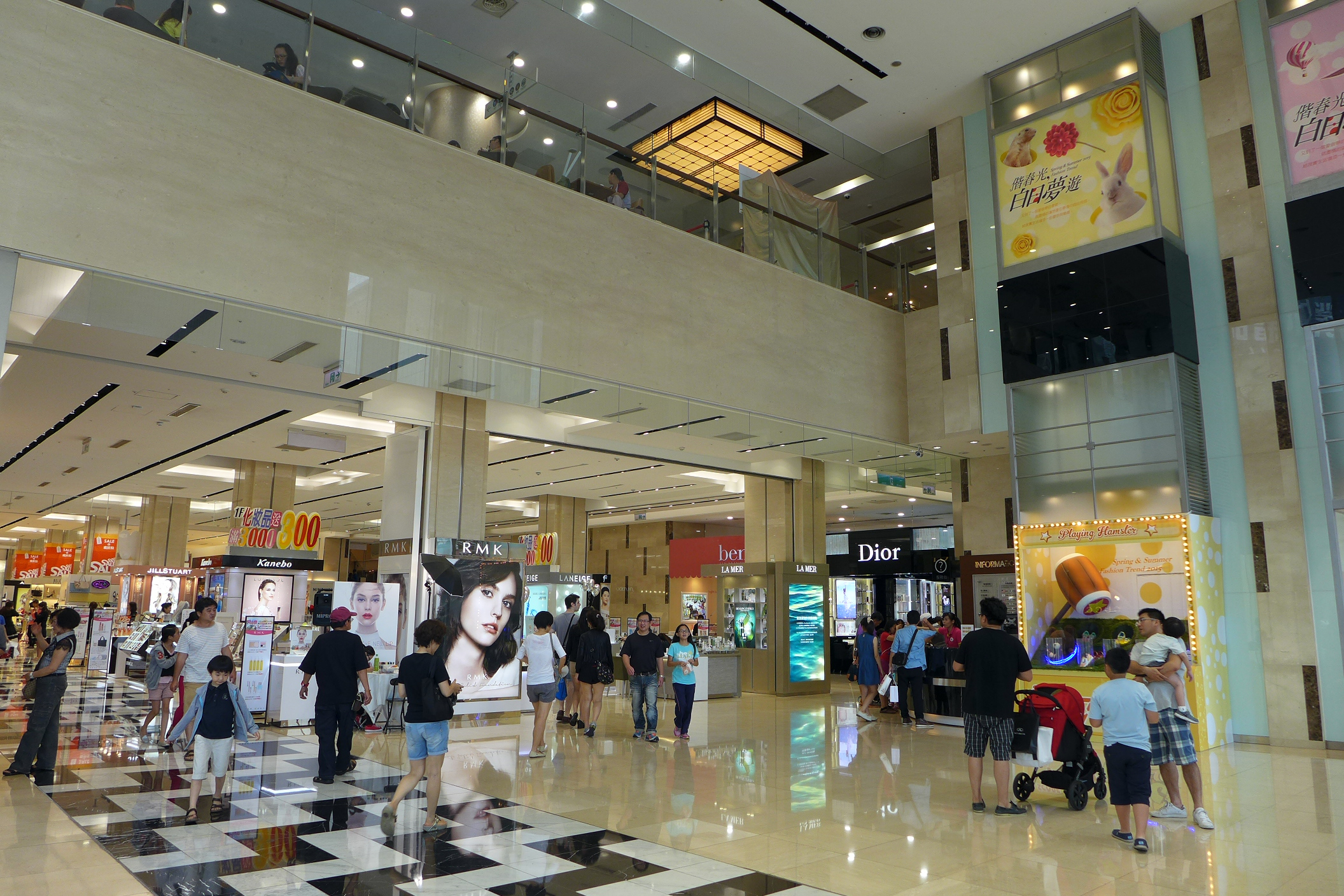
1F入口中庭

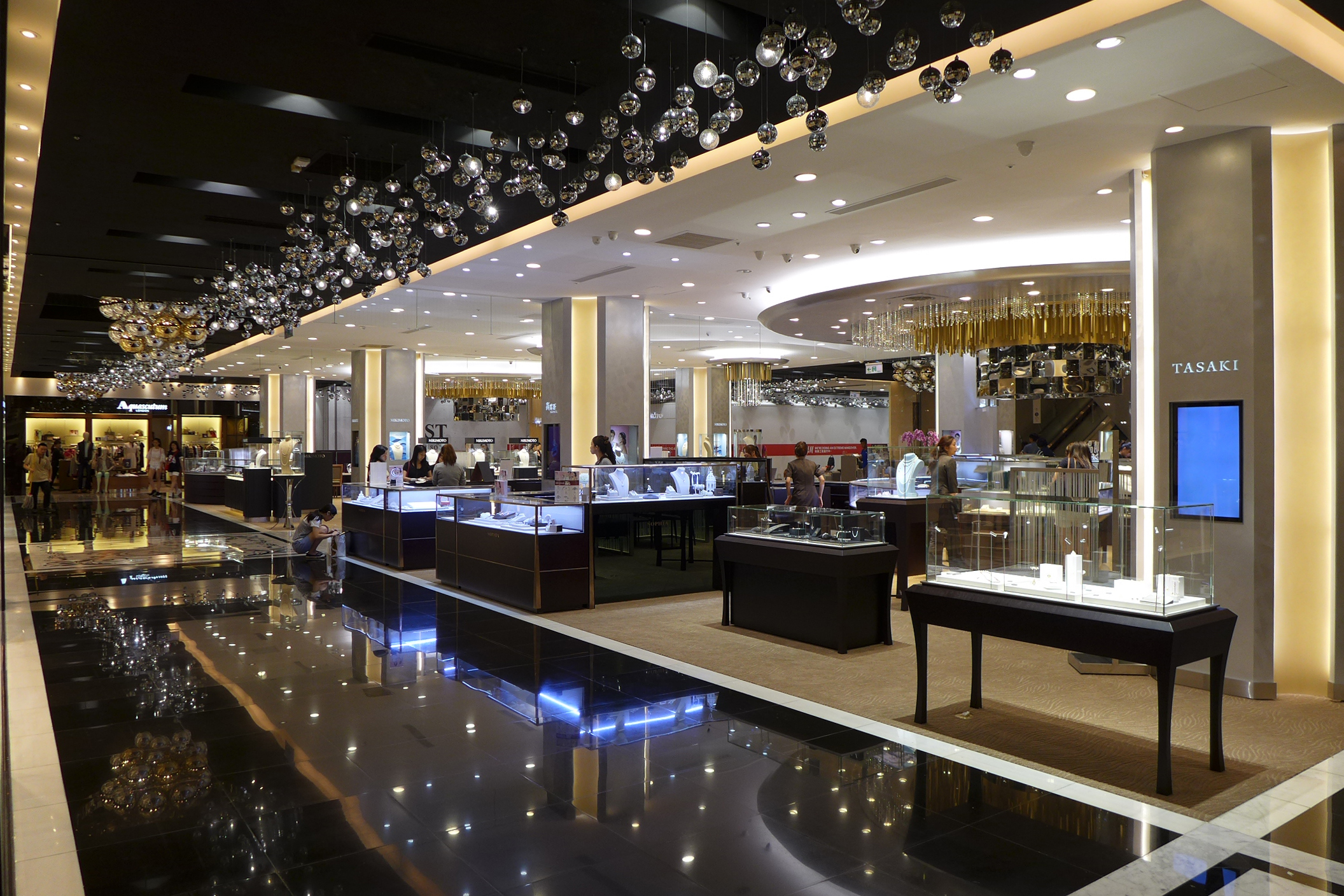
2F奢華時尚館

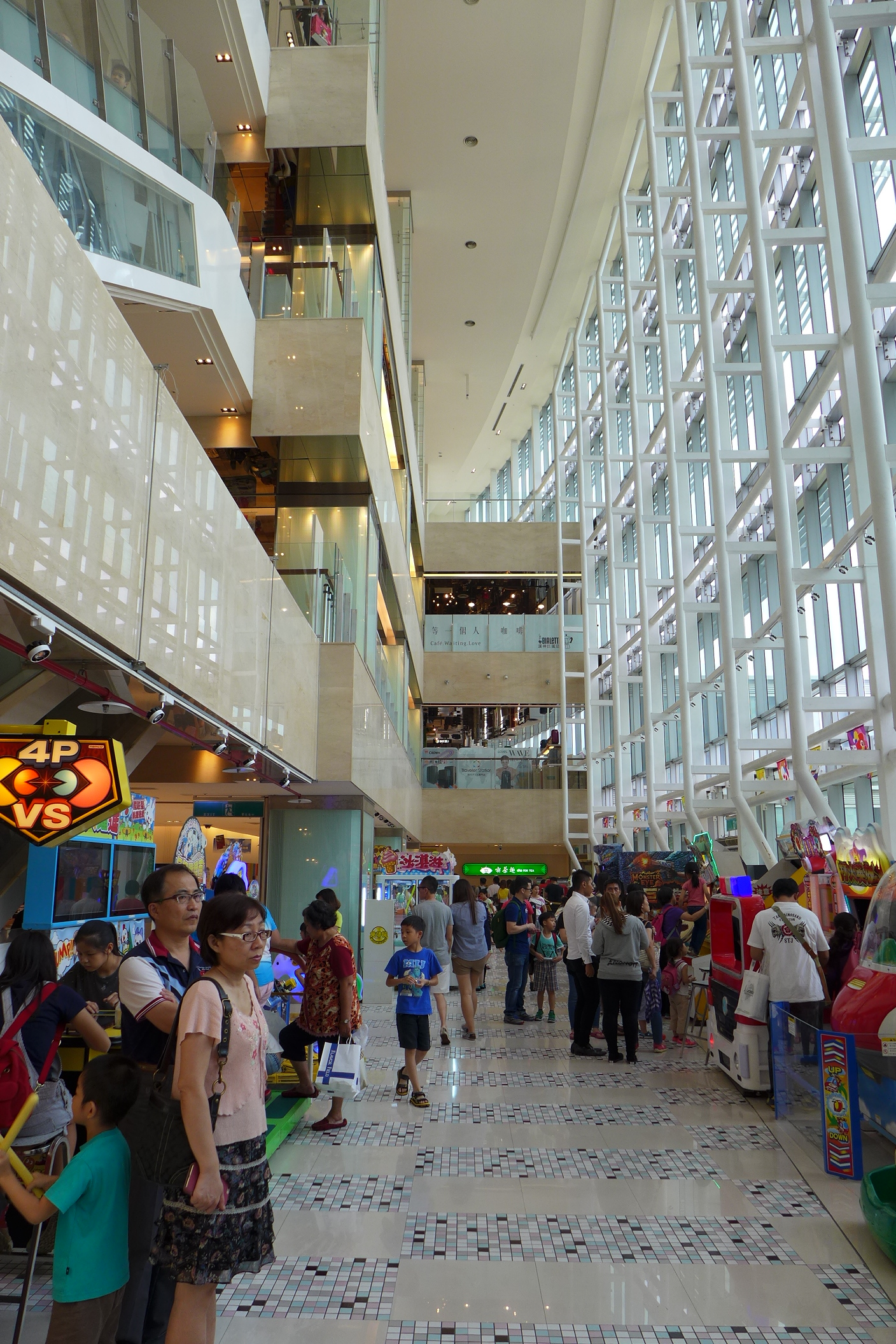
6F挑高中庭

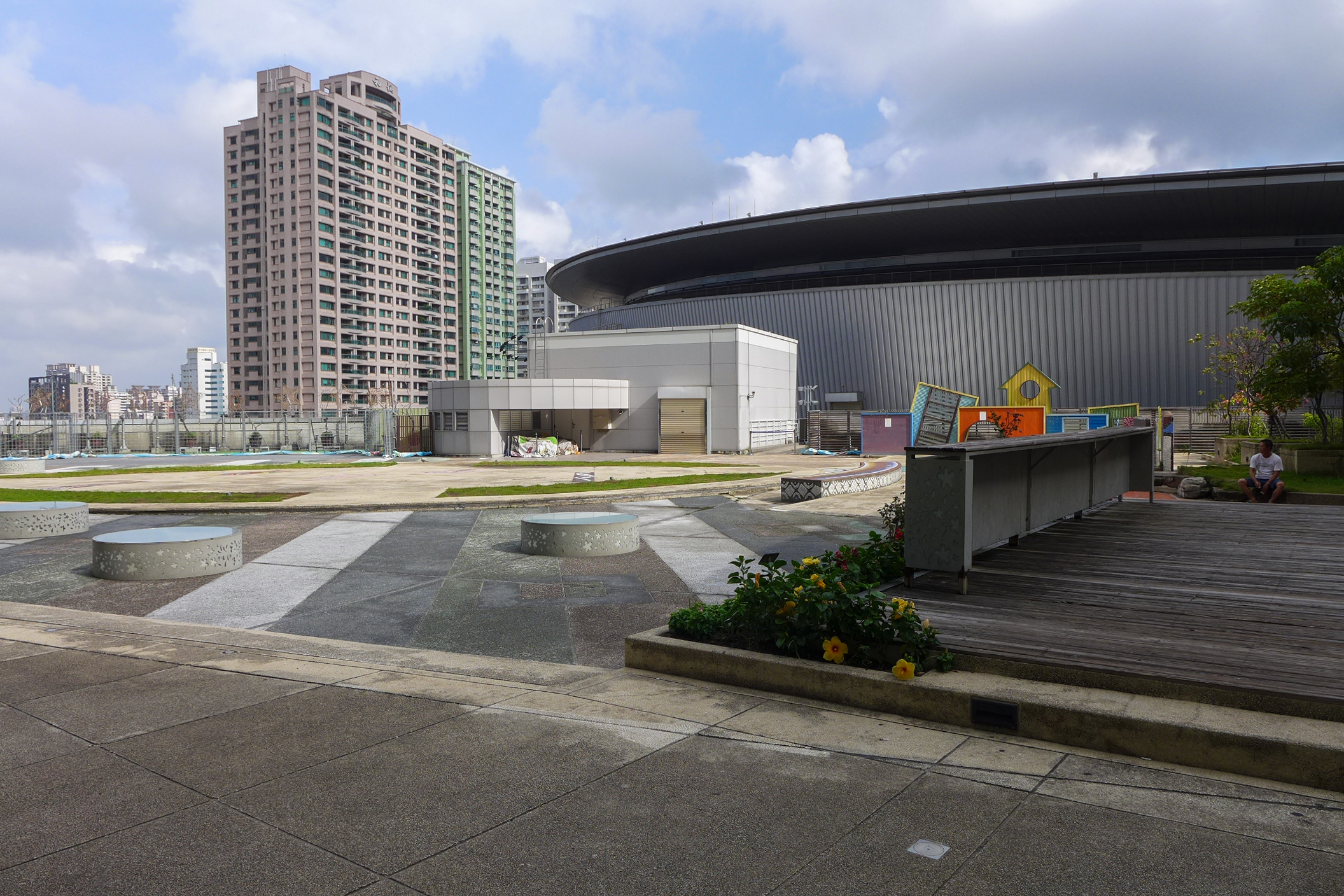
6F天台花園

| 使用樓層 | 用途         |
| -------- | ------------ |
| 9F       | 漢來巨蛋會館 |
| 8F       | 躍動活力館   |
| 7F       | 休閒雅仕館   |
| 6F       | 奇幻童話館   |
| 5F       | 名伶風尚館   |
| 4F       | 世代潮流館   |
| 3F       | 魅力都會館   |
| 2F       | 奢華時尚館   |
| 1F       | 閃耀經典館   |
| B1M      | 機車停車場   |
| B1F      | 美饌生活館   |
| B2F      | 汽車停車場   |

### 特色空間
- 小花森林區：博愛路側的1F戶外空間廣植樹木，並設置有小花造型座椅，為城市中幽靜的小森林。
- 廣場噴水池：小花森林區旁設置有一座廣場噴水池，低平地設計使大人可以欣賞美麗的噴水表演，小朋友們也可以親近清涼一下。
- 挑空區櫥窗秀：單向手扶梯旁的挑空空間，設置有專櫃展示大型櫥窗，營造品牌形象。

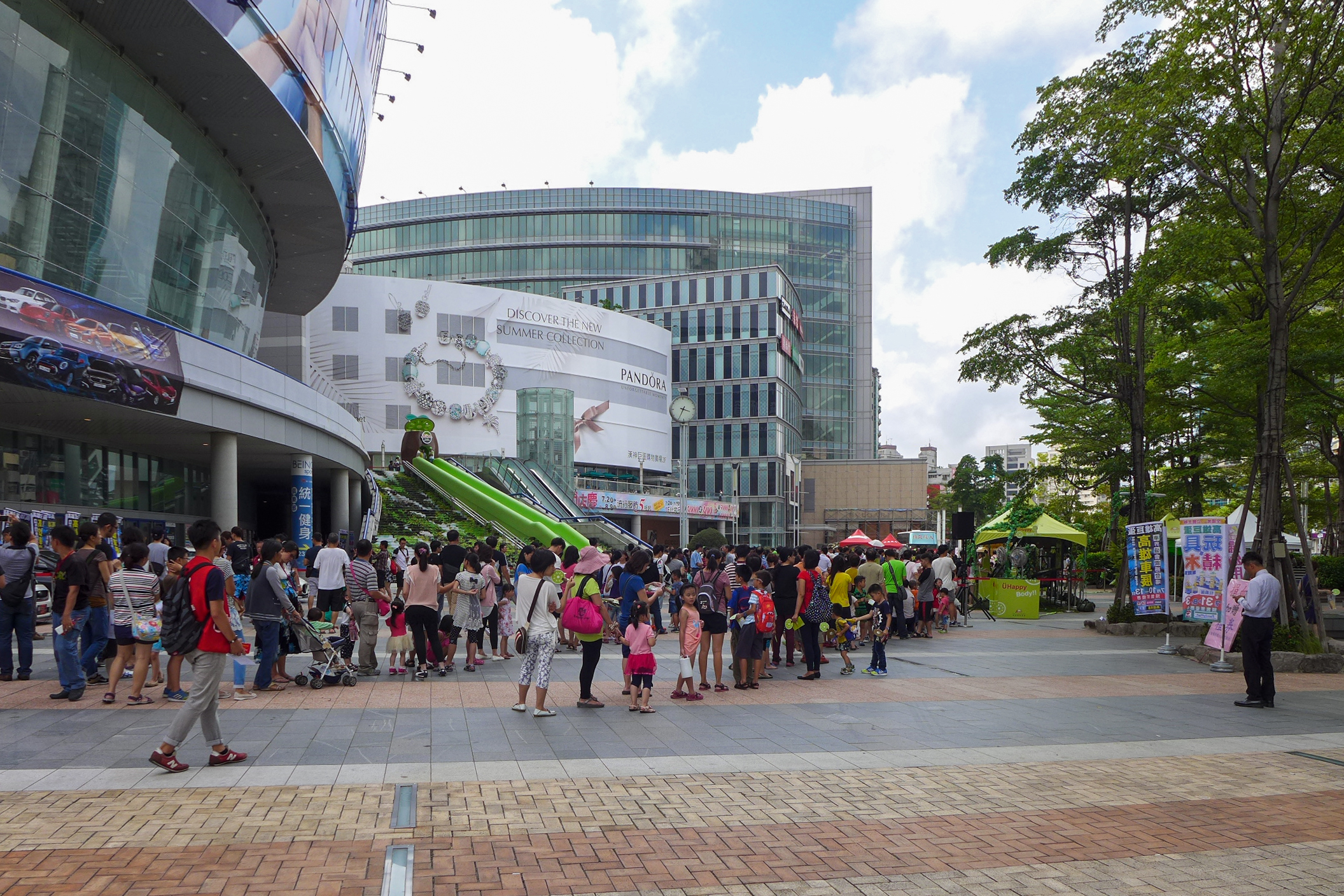
漢神巨蛋外貌
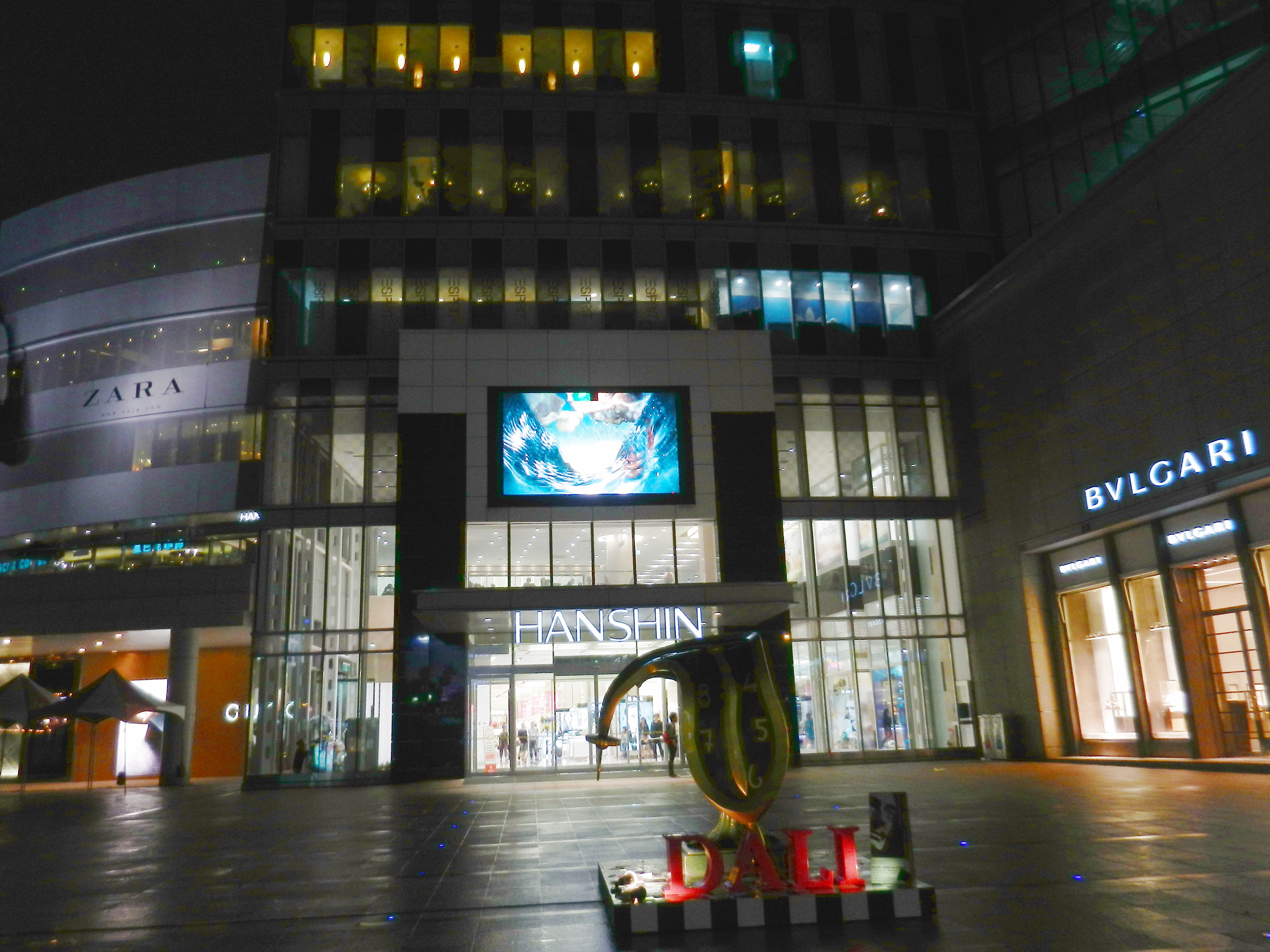
入口廣場
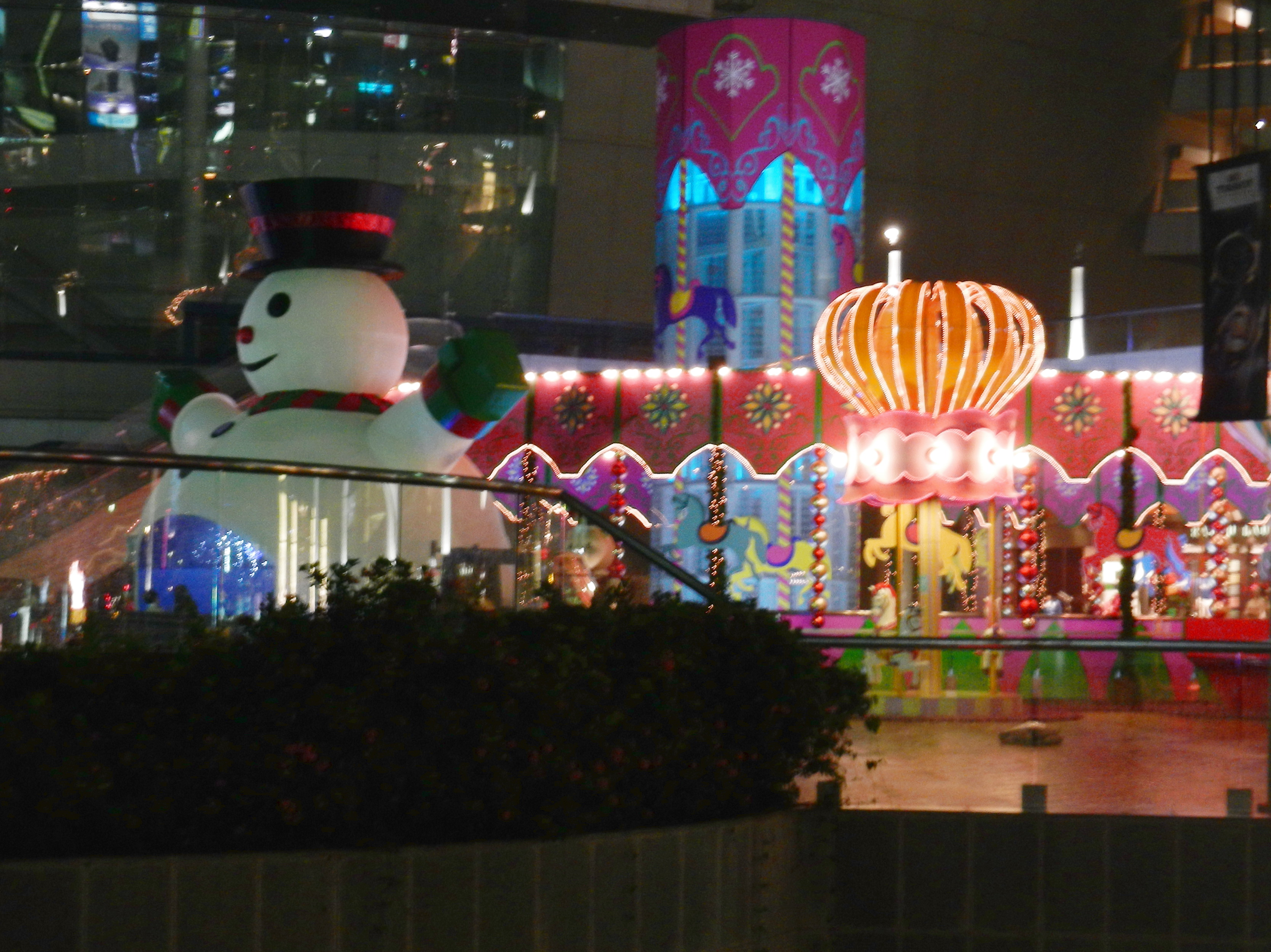
廣場活動裝置

### 新聞事件
- 2013年4月7日，一名就讀於台南市某大學的女大生，疑似與同學吵架，從高雄漢神巨蛋10樓跳下自殺；警方當時獲報後，趕緊將她從漢神巨蛋一樓的天井平台送往醫院，但仍不治死亡。[5]

## 獲獎
| 年份   | 獲提名   | 獎項                                   | 結果   |
| ------ | -------- | -------------------------------------- | ------ |
| 2010年 | 國揚集團 | 「遠見雜誌」評鑑為台灣百貨公司服務品質 | 第一名 |
| 2012年 | 國揚集團 | 「遠見雜誌」評鑑為台灣百貨公司服務品質 | 第一名 |
| 2015年 | 國揚集團 | 「遠見雜誌」評鑑為台灣百貨公司服務品質 | 第一名 |

## 外部連結
- 漢神巨蛋購物廣場 （页面存档备份，存于）
  - 漢神巨蛋購物廣場的Facebook專頁
  - 漢神巨蛋購物廣場的Instagram帳戶
  - YouTube上的漢神巨蛋購物廣場頻道
  - 台灣公司資料 （页面存档备份，存于）